# 塩谷正房
塩谷 正房（しおのや まさふさ）は、江戸時代の武士。

## 略歴
塩谷奉正の嫡男として生まれる。母方の祖父である勝命雅（市郎右衛門）は勝海舟と幕末の大奥御年寄である瀧山の共通の先祖の1人である。
江戸幕府の御家人として、安永5年（1776年）12月19日御勘定となったが、その10年後、家督を継ぐ前に父奉正に先立って病死した。享年33。